# Vágner Benazzi
Vágner Benazzi, właśc. Vágner Benazzi de Andrade (ur. 17 lipca 1954 w Osasco, zm. 22 maja 2023 tamże) – brazylijski piłkarz, grający na pozycji obrońcy, trener piłkarski.

## Kariera piłkarska

### Kariera klubowa
Wychowanek klubów Nacional São Paulo i Portuguesa São Paulo. W 1972 rozpoczął karierę piłkarską w Nacional São Paulo. Potem występował w Portuguesa, Sampaio Corrêa, EC Juventude, XV de Jaú, Comercial, SE Palmeiras i São José (SP). W 1987 zakończył karierę w Sãocarlense.

## Kariera trenerska
Karierę szkoleniowca rozpoczął w 1989 roku. Trenował kluby Sãocarlense, Lençoense, União Barbarense, Comercial-SP, Lemense, Taquaritinga, Comercial, Portuguesa Santista, União Barbarense, Bragantino, Paulista, Paraguaçuense, Gama, São José (SP), Santo André, Atlético Sorocaba, Figueirense, Náutico, Brasiliense, Criciúma, Paysandu SC, Fortaleza, Joinville, Avaí FC, Portuguesa, Ponte Preta, Vila Nova, EC Bahia, Vitória, Botafogo-SP i Guarani FC.

## Sukcesy i odznaczenia

### Sukcesy trenerskie
- mistrz Campeonato Brasiliense: 2000
- mistrz Campeonato Catarinense: 2001
- mistrz Campeonato Cearense: 2005
- mistrz Zjednoczonych Emiratów Arabskich: 2007
- zdobywca Pucharu Książę Herdeiro: 1994.
- mistrz Torneio Vinã del Mar (Chile): 2001.
- zdobywca Pucharu Króla Faheda: 2004.
- zdobywca Pucharu Prezydenta Emiratów Arabskich: 2007.